# Covoada (Cabo Verde)
Covoada es una localidad caboverdiana del municipio de Ribeira Brava.

## Geografía
La localidad está situada en la isla de São Nicolau.

## Organización territorial
La localidad abarca los lugares y barrios de:
- Alto João Manuel
- Cabeço
- Chãzinha
- Dominguinha
- Joia
- Ladeira
- Lombo Covoada
- Topo